# رودولف مينكوفسكي
هو عالم فلك ألماني - أمريكي ولد في 28 أيار من سنة 1895 وتوفي في 4 كانون الثاني من سنة 1976 وكان يَعمل في مرصد بالومار.
أهتم رودولف بدراسة المستعر الأعظم مع والتر بادي وقسموه إلى نوعين رئيسيين النوع الأول والنوع الثاني تبعا للخصائص الطيفية لكل نوع. كما وجد مع بادي نظائر طيفية للعديد من مصادر الأمواج الراديوية.
ترأس الجمعية الوطنية الجغرافية-مرصد بالومار للمسح السمائي كما ساهم في اكتشاف أجرام أبولو و1620 جيوغرافوس كمت اكتشف السديم الكوكبي إم 2-9
ودعيت فوهة مينكوسكي على القمر على شرفه وعلى شرف عمه.

## وصلا خارجية
- Minkowski، R (1960)، "INTERNATIONAL COOPERATIVE EFFORTS DIRECTED TOWARD OPTICAL IDENTIFICATION OF RADIO SOURCES."، Proc. Natl. Acad. Sci. U.S.A.  [لغات أخرى]‏ (نُشِر في 1960 Jan)، ج. 46، ص. 13–9، DOI:10.1073/pnas.46.1.13، PMC:284999، PMID:16590587 {{استشهاد}}: تحقق من التاريخ في: |تاريخ النشر= (مساعدة)صيانة الاستشهاد: علامات ترقيم زائدة (link)
- Short Biography نسخة محفوظة 2 نوفمبر 2019 على موقع واي باك مشين.